# Protesterne efter det hviderussiske præsidentvalg 2020
Protesterne efter det hviderussiske præsidentvalg 2020 er en række politisk motiverede demonstrationer rettet mod især Hvideruslands præsident Aleksandr Lukasjenko. Demonstrationerne, som er en del af den hviderussiske demokratibevægelse, begyndte frem mod præsidentvalget i 2020, hvor Lukasjenko stillede op til en sjette valgperiode.
Den 14. august hævdede Svjatlana Tsikhanowskaja, at hun havde vundet præsidentvalget med 60-70 % af stemmene og annoncerede samtidig oprettelsen af koordineringsrådet, der ville være åbent for ansøgninger om medlemskab fra alle hviderussere, der var enige om, at valget var forfalsket, samt udviste socialt lederskab og respekt.